# Steffan Pino
Steffan Patricio Pino Briceño (* 26. Februar 1994 in Recoleta, Santiago) ist ein chilenischer Fußballspieler auf der Position eines Stürmers.

## Karriere

### Verein
Steffan Pino begann seine Karriere 2013 im Alter von 19 Jahren bei Deportes Recoleta in der chilenischen Tercera B. Bis 2018 wurde er mehrfach verliehen und lief so für Deportes Temuco, Deportes Pintana und Deportes Melipilla auf.
Im August 2018 unterschrieb er bei Universidad de Concepción in der chilenischen Primera División, wurde aber 2020 an Deportes La Serena und Deportes Copiapó verliehen.
2021 schloss sich Pino Santiago Morning an. Nachdem er in der Saison 2021 14 Tore erzielt hatte, erhielt er ein Angebot des brasilianischen Klubs Sport Recife, das jedoch von Santiago Morning abgelehnt wurde.
Im November 2022 unterschrieb er bei Deportes Iquique für die Saison 2023 und schaffte den Aufstieg in die erste Liga für die Saison 2024.

### Nationalmannschaft
2018 war Pino Teil des erweiterten Trainingscamps unter Nationaltrainer Reinaldo Rueda. 2024 war der Stürmer in der Vorauswahl für die Copa América 2024.

## Erfolge
Deportes Temuco
- Chilenischer Zweitliga-Meister: 2015/16